# Prostitución en Islandia

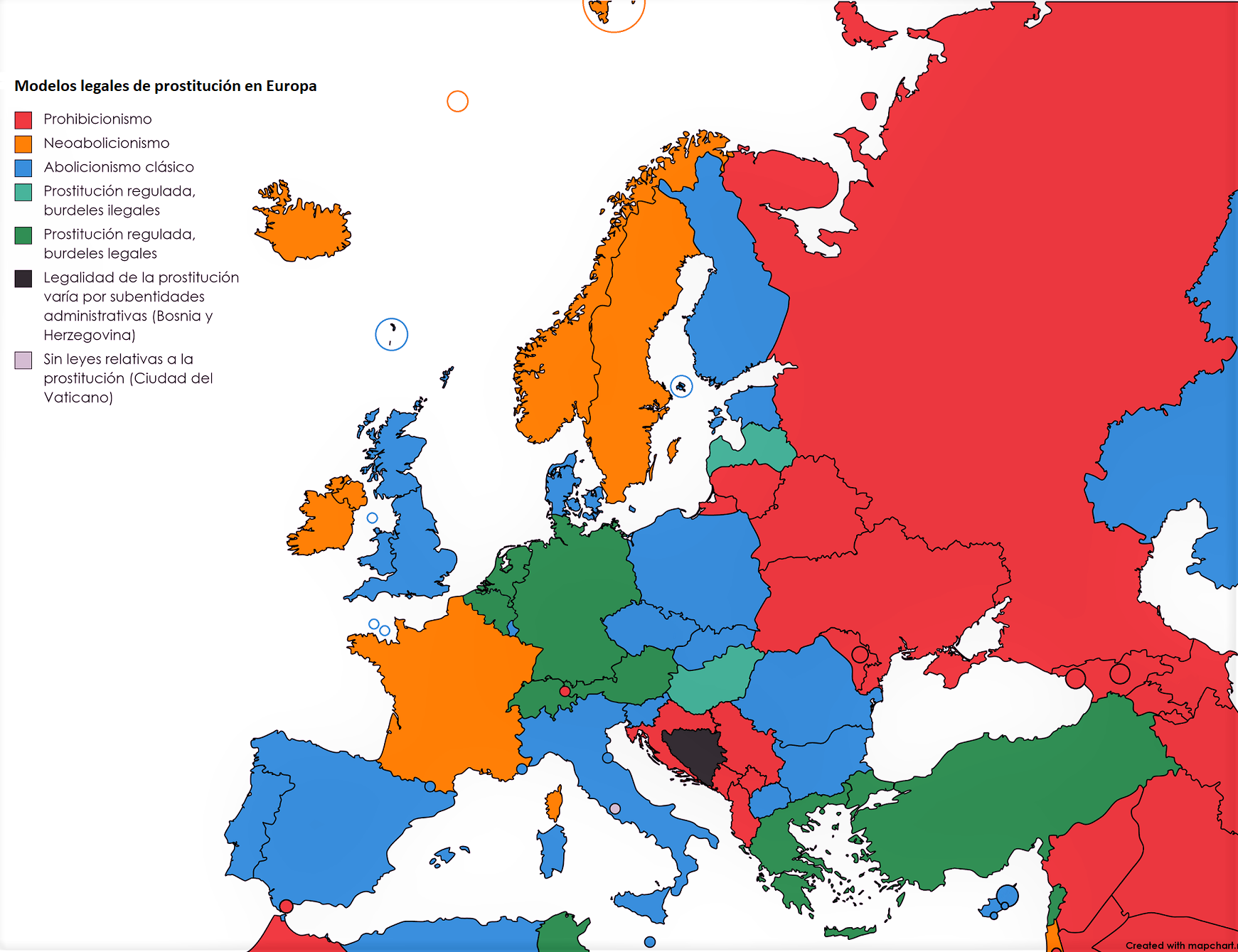
Prostitución en Europa. En naranja, el modelo neoabolicionista (venta de prostitución legal, compra ilegal) al que pertenece Islandia.

Desde 2009, pagar por sexo es ilegal en Islandia, mientras que dedicarse a la venta de sexo autónoma continúa siendo alegal (modelo neoabolicionista).
La policía ha declarado que no tienen recursos ni personal para hacer cumplir la ley contra los clientes; en consecuencia, se ha formado un grupo de vigilantes feministas llamado "Stóra systir" ("Gran Hermana") dedicadas a descubrir y delatar compradores.

## Historia
Hasta 2007, la venta de sexo era ilegal. De acuerdo con el artículo 206 del Código Penal islandés (almenn hegningarlög): "Cualquiera que se dedique a la prostitución para su propia manutención estará sujeto a una pena de prisión de hasta 2 años". Ese párrafo fue eliminado en 2007, ya que el gobierno argumentó que "la mayoría de las personas que ofrecen sexo por dinero lo hacen porque no tienen otra opción o porque otros las obligan a prostituirse." Al legalizar el ofrecimiento de sexo, el gobierno creía que "las personas que se han visto obligadas a prostituirse preferiría dar un paso al frente y llevar ante la policía a los responsables". Este movimiento fue apoyado por grupos internacionales de mujeres.
En 2009, se prohibió pagar por sexo, criminalizando a los clientes , mientras que la venta de sexo permaneció despenalizada.

## Modelo nórdico
En abril de 2009, el Parlamento islandés aprobó una nueva legislación que declara ilegal el pago por sexo (el cliente comete un delito, pero no la prostituta). Una encuesta de 2007 mostró que el 70% de los islandeses estaba a favor de criminalizar la compra de sexo, habiendo una marcada diferencia entre las opiniones de hombres y mujeres. Aproximadamente el 83% de las mujeres estaban a favor de la prohibición, frente al 57% de hombres.
El plan original de la entonces ministra de Asuntos Sociales, Ásta Ragnheiður Jóhannesdóttir, incluía tanto la prohibición de la compra de sexo como la del estriptis. La prohibición de los clubes de estriptis en Islandia entró en vigor en 2010. Jóhanna Sigurðardóttir, ex primera ministra de Islandia abiertamente lesbiana, declaró que "Los países nórdicos están liderando el camino hacia la igualdad de las mujeres, reconociendo las mujeres como ciudadanas iguales en lugar de mercancías a la venta". La política tras el proyecto de ley, Kolbrún Halldórsdóttir, diría que "No es aceptable que las mujeres o las personas en general sean un producto para vender". La ley cuenta con el apoyo de feministas islandesas. Sin embargo, grupos de derechos humanos de la misma Islandia la han criticado, aduciendo, entre otras razones, que la penalización de la compra de servicios sexuales sirve para estigmatizar y hostigar a mujeres islandesas de origen inmigrante.

## Legado
Hay pocas solicitudes de servicios de prostitución callejera desde que entró en vigor la ley. Muchas prostitutas han recurrido a la publicidad a través de sitios web de citas, aunque estos sitios suelen prohibir la prostitución en sus políticas. Las trabajadoras sexuales también encuentran clientes mediante la propaganda boca a boca. Los tribunales de Islandia auditaron 20 casos relacionados con cargos de contratación de prostitutas entre la oficialidad de la nueva ley y abril de 2013. La mayoría resultaron en condenas, pero las penas son leves y los nombres de algunos de los culpables se han mantenido en el anonimato. La policía islandesa ha declarado que la falta de recursos económicos y humanos les impide hacer cumplir rigurosamente la ley.